# Gorah Salathian
Gorah Salathian (en cachemir: গোরা সালাথিয়ান ) es una localidad de la India en el distrito de Jammu, estado de Jammu y Cachemira.

## Geografía
Se encuentra a una altitud de 544 m s. n. m. a 304 km de la capital estatal, Srinagar, en la zona horaria UTC +5:30.

## Demografía
Según estimación 2010 contaba con una población de 5 097 habitantes.